# Pool (textiel)

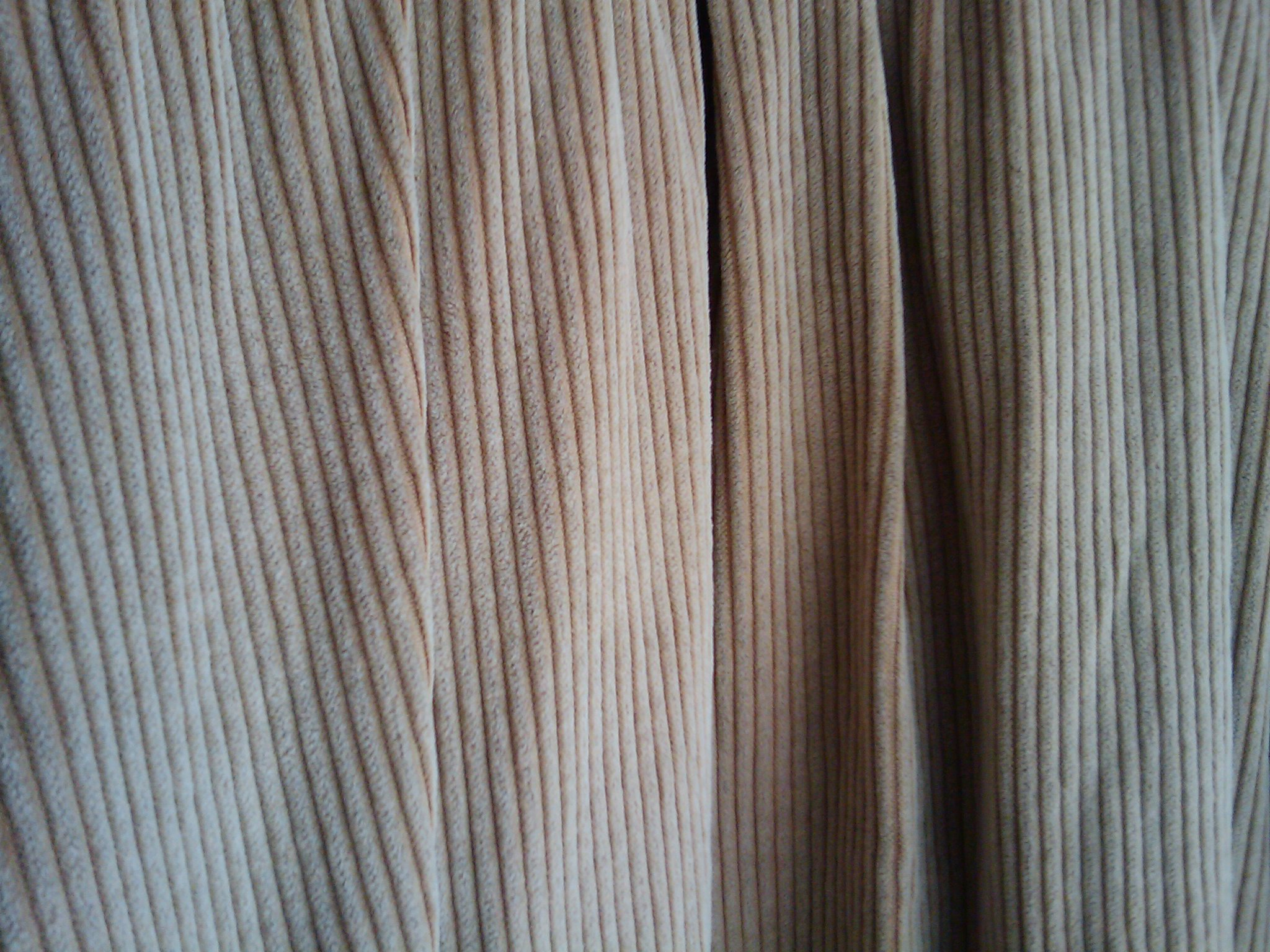
Corduroy is een stof met een vleug

De pool van een tapijt of stof zijn de opstaande draadjes in het weefsel. Voorbeelden van textiel met een pool zijn (vele) tapijten, corduroy (ribstof) fluweel en bepaalde zogenaamde "Turkse" handdoeken. Men spreekt van een hoogpolig tapijt als de pool langer dan gewoon is. Het woord "pool" komt van het latijnse pilus wat "haar" betekent. Kelim tapijten maar ook simpele geweven katoenen stoffen hebben geen pool.
Als de pool in een bepaalde richting ligt dan noemt men dat de vleug van de stof. Bij het knippen van een tekenpatroon op stof met een vleug, moet rekening worden gehouden met de richting van de vleug. Om die reden staat op tekenpatronen altijd de draadrichting aangegeven. Voor kleding van stof met een vleug is over het algemeen meer stof nodig. Door verkeerd knippen van stoffen met een vleug ontstaan tijdens het dragen forse verschillen in tint. De vleug kan men zien door de stof te borstelen; met de vleug mee wordt de stof glad omdat de pool gaat liggen, tegen de vleug in wordt de stof ruw omdat de pool meer rechtop komt te staan. Het licht dat op een stof met een pool valt wordt anders weerkaatst, afhankelijk van de stand van de pool.
Er zijn verschillende soorten polen bij tapijten en technieken om deze te maken:
- gesneden pool
- ongesneden pool
- geweven pool
- geknoopte pool